# Двести пятьдесят рублей
Две́сти пятьдеся́т рубле́й (250 рубле́й) — банкнота, выпускавшаяся в РСФСР в 1917—1923 годах.

## История
Первая и вторая серия банкнот была выпущена в обращение: первая — во времена Временного правительства в 1917 (см. керенки), вторая — в РСФСР в 1918 году по клише того же Временного правительства.
В 1919 году выпустили банкноты с новым дизайном, на них изображался герб РСФСР и девиз «Пролетарии всех стран, соединяйтесь» на 6 языках мира. В 1921 году вошли в обращение односторонние банкноты номиналом 250 рублей. Последняя серия банкнот выпускалась в 1922—1923 годы. Позднее, в 1924 году, в связи с денежной реформой, из обращения были выведены все ранее выпущенные расчетные знаки, в том числе и банкнота 250 рублей. Начиная с 1924 года, банкнота более не печаталась. Были также региональные выпуски банкнот номиналов 250 рублей.

## Характеристики банкнот
| Изображение     | Изображение       | Размеры (мм) | Основные цвета | Описание                                          | Описание                                | Описание     | Дата выхода |
| Лицевая сторона | Оборотная сторона | Размеры (мм) | Основные цвета | Лицевая сторона                                   | Оборотная сторона                       | Водяной знак | Дата выхода |
| --------------- | ----------------- | ------------ | -------------- | ------------------------------------------------- | --------------------------------------- | ------------ | ----------- |
|                 |                   | 175×105      | Розово-зелёный | Номинал цифрами и прописью, пояснительные надписи | Герб России, номинал цифрами и прописью | —            | 1917        |
|                 |                   | 148×100      | Зелёный        | Номинал цифрами и прописью, пояснительные надписи | Герб России, номинал цифрами и прописью | —            | 1918        |
|                 |                   | 96×62        | Фиолетовый     | Номинал цифрами и прописью, пояснительные надписи | Герб РСФСР, номинал цифрами и прописью  | —            | 1919        |
|                 |                   | 80×44        | Зелёный        | Герб РСФСР, номинал цифрами и прописью            | —                                       | —            | 1921        |
|                 |                   | 148×99       | Зелёный        | Герб РСФСР, номинал цифрами и прописью            | Номинал, текст условий деноминации      | —            | 1922        |
|                 |                   | 148×99       | Зелёный        | Герб РСФСР, номинал цифрами и прописью            | Номинал, текст условий деноминации      | —            | 1923        |

## Наше время
В 2011 году в Интернете появились сообщения, что волгоградский художник Владислав Коваль нарисовал по заказу Банка России купюру номиналом 250 рублей. Информация о планируемом выпуске и о заказе эскиза купюры отсутствует на официальном сайте ЦБ РФ.

## Галерея

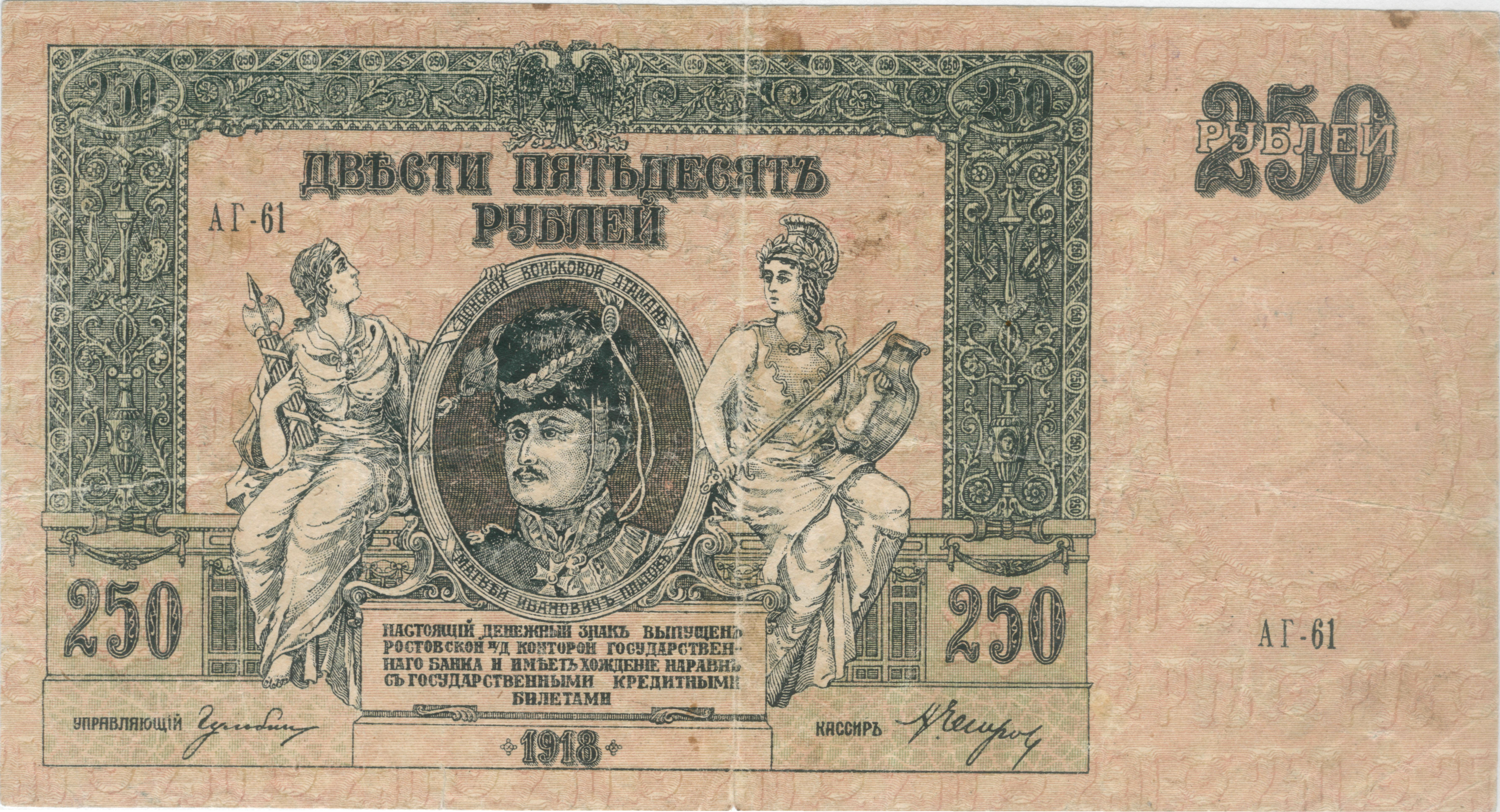
250 донских рублей (1918)